# 保良局羅傑承（一九八三）中學
保良局羅傑承（一九八三）中學（英語：Po Leung Kuk Lo Kit Sing (1983) College，簡稱PLK83或八三），原稱保良局八三年總理中學（英語：Po Leung Kuk 1983 Board of Directors College），為香港新界青衣的一所男女子英文中學，由保良局1983年度總理撥款成立，並於1984年開始運作。該校於2011年中接受羅傑承先生捐款780萬元，並正式於2011年12月2日舉行命名儀式。

## 歷史
該校在香港回歸前為英語授課中學，1998年當時的教統局推行母語教學政策後，中一至中三實行母語教學，中四至中七則保持以英語教學。
教學語言政策微調後，於2010/2011 學年開始恢復全面英語教學，是青衣唯一一所英語中學。為了確保學生能適應教學語言之轉變，初中之數學、科學和綜合人文學科均設有英語授課之「增益課程」。學校亦聘有外籍英文老師兩名，現任外籍老師為 Corey Sitar及Adam Macrae。
此校於1991年為「學校管理新措施」先導學校，1994年為「學校達善運動」創會成員。並為全港首100間完成校外評核之學校。於1995年9月起，該校以「齊建尚學大家庭」（英語：Let us build a learning family）為目標。1996年3月，定下學生品德目標名為「學生新模樣」。1998年「務實技巧學習週」奠定專題研習的教學與評核技巧，1999年開展課程統整工作。並設有「學習技巧」、「個人成長剪影」等並行課程，使學生得以全面發展。

## 校舍
該校校舍為一座連環型校舍，於1984年啟用，東華三院吳祥川紀念中學於校舍未建成之前，曾借用此校舍。
2003年夏天，「學校改善工程」動工，開始興建新翼，並於2005年落成。新翼在2005年6月開始遷入（主要為教員室部分），並於同年12月2日在保良局當年主席杜偉強律師主持下正式啟用。原本位於舊翼地下的兩個教員室改建為一教室、一副校長室、一社工室及一校園電台廣播室，而新翼設教員室、電腦輔助學習室和校園電視台製作室、會議室和多用途室。
2007年夏天，該校修建有蓋操場。修建後設有舞台、空調及電視機，名為「第二禮堂」。周五班主任課或會在該禮堂舉行講座。由於原有禮堂位置不足，當舉行大型全校活動時，會分配一級至兩級不等到第二禮堂觀看原有禮堂直播。第二禮堂亦可能會被分配為活動準備空間。
學校設有一個籃球場、一個排球場及兩個位於禮堂內的羽毛球場。在籃球場側一塊草坪，設有學生會會房、春風化雨池（銀禧花園）。

## 班級架構[1]
- 中一至中三：各四班，每班28-40人
  - 以中文為教學語言：中國語文及普通話、中國歷史
  - 以英文為教學語言：英國語文、數學、科學、歷史、地理、公民經濟與社會、音樂、視覺藝術、科技與生活、電腦、體育、
- 中四至中六：每班20-38人
  - 以中文為教學語言：中國語文（核心科目）、公民與社會發展（核心科目）；中國歷史（選修）、中國文學（選修）、體育(選修)、健康與社會關懷(選修)
  - 以英文為教學語言：英文（核心科目）、數學（主要科目）；物理（選修）、化學（選修）、經濟（選修）、資訊及通訊科技（選修）、生物（選修）、地理（選修）、企業，會計與財務概論（選修）

A：物理+（3X）
B：經濟+（3X）
C：地理+（3X）
D：健康與社會關懷（3X）
選修科不包含應用學習（Applied Learning）

## 教學概況

### 關鍵項目的發展
學校積極推動「專閱德訊」四個教改閱讀項目，而專題研究課程已推行十多年。除閱讀計劃外，學校每年均舉辦閱讀豐收日推廣活動。此外，老師及同學已全面應用資訊科技於學與教中。公民及品德教育組有豐富之常設活動，例如:小談大道(Voicing our values)。

### 資訊科技教學
學校擁有超過300台電腦，各課室均裝有LCD互動電子屏幕及多媒體播放系統，2020-2021學年開始更開始推行BYOD自攜裝置計劃，加上所有教師均完成資訊科技的訓練，多媒體教學基本已滲入各科目。

### 課外活動／聯課活動
學校的課外活動是課外活動統籌處負責。活動包括團隊及興趣小組，分為學術、藝術、興趣、體育及服務五大類別。以擴濶學習空間為主線，強調學生課堂以外學習經歷。全校設有5層共60個課外活動單位，分別為四社、校隊、制服團隊、學科學會及興趣小組。中一、二級實行一人一團隊及學會政策，中一實行Music For All計劃，中三、四、五推行幹事培訓計劃。
四社：
- 綠社（Green House）
- 藍社（Blue House）
- 黃社（Yellow House）
- 紅社（Red House）

校隊
制服團隊：
女童軍（新界第234隊）、童軍（青衣第12旅，童軍團及深資童軍團）
學科學會：
中文學會、英文學會、數學學會、科學學會、社會科學學會
興趣小組：
英文辯論學會、棋牌學會、廣播學會、基督徒團契、演辯學會、資訊科技學會、看戲學英文學會、地理行學會、家政學會、魔術學會、創意思維學會、模型製作學會、普通話學會、手工藝學會、英文戲劇學會、花藝學會、電子學會、校園電視製作學會、新聞寫作訓練學會、日本文化學會、航天學會、急救學會

### 學生會
每年學生會內閣由學校學生自行組成，再交由全校學生於每學年九月至十月左右以投票形式選出。假如多於一組學生會幹事參選，投票形式為一人一票投票給參選內閣，最多票者得勝。相反，假如只有一組內閣參選，投票形式會改為「信任／不信任」投票，須獲取超過半數「信任」票數，否則該年將會無任何內閣。
| 學年      | 學生會（粗體為當選學生會） |
| --------- | -------------------------- |
| 2009/2010 | - YOU                      |
| 2010/2011 | - HEART                    |
| 2011/2012 | - BeACon - H2O             |
| 2012/2013 | - BASIS                    |
| 2013/2014 | - ZERO                     |
| 2014/2015 | - SCOPE - TRIANGLE         |
| 2015/2016 | - ACE - PIXEL              |
| 2016/2017 | - neXus - Spectrum - SIRI  |
| 2017/2018 | - Lumos - Avalon           |
| 2018/2019 | - SPARK - Polaris          |
| 2019/2020 | - espoir                   |
| 2020/2021 | - Echo - Ethereal          |
| 2021/2022 | 沒有學生內閣參選           |
| 2022/2023 | - Cohere                   |
| 2023/2024 | - Sparklers - Synergy      |
| 2024/2025 | - Ardentia                 |

### 學生支援
- 全校參與照顧學生個別差異：多方靈活運用資源，於初中設立精英班、輔導班分組教學，照顧學生學習。
- 測考及學習調適措施：全年共分兩個學期，兩次考試。考試成績包括平時（持續評估）分數，並有統一測驗（Uniform Test）。
- 升留班政策：學生於學業成績及品格上均達到滿意水平始可升班。如必修科不合格，成績表將顯示「試升」。由老師視乎情況，決定是否留班。

## 歷任校長
- 張灼祥（1984年至1987年）
- 謝伯開博士（1987年至2003年）
- 許永豪（2003年至2014年）
- 羅頴忠（2014年至今）

## 出版刊物
- 青意
- 廿周年特刊系列
- 廿五周年特刊系列
- 園丁集

## 家長教師會
為了加強家長和教師之間的溝通，家長教師會（Parent Teacher Association，簡稱家教會）於2004年9月成立。家教會舉行各類活動，例如閱讀會、中一新生適應課程、家長之夜綜藝晚會、赴外地（和內地）教育機構參觀交流、邀請舊生演講分享等。

## 校友會
保良局八三年總理中學校友會於2004年開始籌備，2005年12月正式成立。宗旨為團結校友、增進友誼，為校友爭取福利，並加強校友與母校的聯繫。所有曾於該校就讀者，均有資格成為基本會員；在校學生則可申請成為附屬會員。該校校長及其他受邀請人士則為名譽會員。該會定期舉辦各類活動供校友參與，亦邀請校友參與母校活動，以求增強凝聚力。雖然校方已蒙捐款冠名，但校友會是獨立註冊社團，暫時未有改名計劃。

## 著名校友

### 藝術及文化界
- 呂永佳：香港本地作家，文學博士
- 盧瀚霆：香港男子組合MIRROR成員
- 林莉：2005年香港小姐季軍（1999年中七文科畢業）
- 黃珊：前亞視新聞、鳳凰衛視香港台、無綫新聞記者及主播
- 謝雅兒：香港獨立創作歌手，2024年憑作曲並主唱《填詞魂》，奪得第42屆香港電影金像獎「最佳原創電影歌曲」
- 杜雅莉：香港電台多媒體採訪主任

### 學術界
- 彭明輝：教育學學者，香港大學副教授，曾於本校任教經濟科
- 鄭嘉麟：傳理學學者，香港浸會大學國際學院副總監、傳理學高級講師
- 麥金華：英國劍橋大學哲學博士，翻譯學及宗教學學者，香港浸會大學副教授暨宗教及哲學系副系主任，本校童軍旅 - 青衣第12旅旅長
- 李家健：法律學及政治學學者，香港理工大學商業法律學講師
- 葉植恩：醫學學者，香港大學微生物學名譽助理教授
- 陳聰：電腦科學學者，麻省理工學院電子工程及電腦科學系博士，香港城市大學電腦科學系助理教授
- 李敬良：數學學者，法國蒙佩利爾大學博士後研究員

### 工商界
- 曾建豪：遊戲神魔之塔創辦人之一
- 郭興業：瑭明家族辦公室創辦人兼CEO，香港家族辦公室協會副主席
- 鄭嘉明：加密貨幣投資者，創富圈Billion Circle Club聯合創辦人，於2024年12月1日離家後失蹤
- 戴麒峰：定價專家，康奈爾大學經濟學博士，現職德勤

### 體育界
- 江卓儀：香港沙灘排球隊代表（2006年中七理科畢業）
- 歐陽張煜：短跑手聯盟主教練及創辦人之一：曾參加以港隊隊員身份出戰2012奧林匹克運動會100及200米項目

### 教育界
- 范浩揚（K.Oten）：前英文科補習名師（1993年中五）

## 軼事

### 捐款冠名風波
此校創立時，因正值香港前途談判未能找到善長捐助，故由保良局撥款成立，並以撥款當年總理命名為保良局八三年總理中學。二十多年來仍未有冠名，是保良局屬校當中的少數。直到2010年1月，保良局表示有善長（Mr. Lo，官方無公開善長中文姓氏）承諾向保良局捐助1000萬港元，以換取該校冠名權，此舉引起了該校學生及校友紛紛議論。保良局後來諮詢教師、學生、家長及校友四方面意見，以便作出決定。到2010年5月，保良局正式宣布，該名善長決定擱置捐款計畫。
2011年5、6月，保良局再次表示有善長願意捐助780萬港元冠名，而新名稱將保留「一九八三年」字樣。保良局再次展開諮詢。學校於2011年中接受羅傑承先生捐款780萬港元，並定於2012年1月1日正式冠名為保良局羅傑承（一九八三）中學（英語：Po Leung Kuk Lo Kit Sing (1983) College）。根據2011年9月的學校命名座談會上，保良局行政總監胡金燕女士被問到有關學校簡稱問題，其回答簡稱方面尚未有方案，於過渡階段可依舊簡稱為八三或PLK83，亦可以稱呼為羅中等。

### 校長搖籃
保良局羅傑承（一九八三）中學在短短的校史中有多名教師先後出任各校校長，除於本校由教師升任的羅頴忠校長（原任教數學科）外，分別有：
1）梁麗琴校長，聖公會林護紀念中學（2001-2012年）
2）戚美玲校長，「八三」時任教地理科，後轉任保良局莊啟程預科書院（2009-2013年）、保良局姚連生中學（2013-2020年）校長
3）李丁亮校長，「八三」時任教生物科，後轉任陳瑞祺(喇沙)書院（2010-2024年）校長
4）馮雅詩校長，「八三」時任教會計學原理科，後轉任保良局李城璧中學（2017年起）校長
5）陳家輝校長，「八三」時任教體育科、訓導處主任，後轉任伯特利中學（2019-2023年）校長
6）沈啟誠校長，「八三」時任教中文科，後轉任宣道會鄭榮之中學（2020年起）校長
7）林明茵校長，「八三」時任教地理科，後轉任保良局甲子何玉清中學（2022年起）校長

## 外部連結
- 保良局羅傑承（一九八三）中學（页面存档备份，存于）
- 保良局八三年總理中學校友會 （页面存档备份，存于）
- 校友會Facebook專頁 （页面存档备份，存于）